# 300 Meilen bis zum Himmel
300 Meilen bis zum Himmel (Originaltitel: 300 mil do nieba) ist ein Film des polnischen Regisseurs Maciej Dejczer aus dem Jahr 1989, der am 6. Juni 1990 in Deutschland im ZDF ausgestrahlt wurde. Zudem war der Film 2006 auf den 48. Nordischen Filmtagen in Lübeck zu sehen.

## Handlung
Jędrek und Grześ wachsen Mitte der 1980er-Jahre in sehr ärmlichen Verhältnissen in Polen auf. Der Vater der beiden Brüder hatte aus politischen Gründen seine Arbeit als Geschichtslehrer verloren und so geriet die Familie in eine Notlage. Zunächst versuchen die Jungen durch Schwarzarbeit ein wenig Geld zu verdienen. Doch dann beschließen sie gemeinsam mit Elka, der Freundin von Grześ, im Westen nach einem besseren Leben und einer Möglichkeit zu suchen, um ihre Eltern finanziell unterstützen zu können. Versteckt unter einem LKW flüchten sie aus ihrer Heimat nach Dänemark. Elka müssen sie jedoch zurücklassen, da sie einen Unfall hatte. Dort werden sie aufgegriffen und in einem Flüchtlingslager untergebracht. Die dänischen Behörden beschließen, die minderjährigen Kinder nach Polen zurückzuschicken. Ihre Eltern widersetzen sich dem geforderten Auslieferungsantrag, so dass ihnen das Sorgerecht für die Kinder entzogen wird. Sie sind jedoch überzeugt, dass ihre Kinder so bessere Chancen haben werden.

## Hintergrund
Der Erstlingsfilm des polnischen Regisseurs beruht auf einer wahren Begebenheit. Dejczer gestaltete seinen Film in trostlosen Farben und schildert ein Schicksal, das durch die politische und wirtschaftliche Situation im Polen des Jahres 1985 heraufbeschworen wurde. Doch beschreibt er auch die gesellschaftlichen Zwänge Dänemarks, das sich als alles andere als das „Land der Verheißung“ für die Kinder entpuppt. Trotzdem bietet es mehr Chancen als ihre Heimat. Der Soundtrack stammt von Michał Lorenc.

„Ohne eine Spur von Melodramatik ist das Telefongespräch mit den Eltern wohl die bewegenste Szene. Was macht den Leidensdruck der ehemaligen polnischen Verhältnisse besser deutlich, als eine Mutter, die ihren Kindern sagt, sie sollen nie wieder zurückkommen?“

## Auszeichnungen (Auswahl)
- 1989: „Felix“ (Europäischen Filmpreis) für den „besten jungen europäischen Film“[4] und eine Nominierung in der Kategorie bestes Drehbuch.[5]